# Willem de Fesch

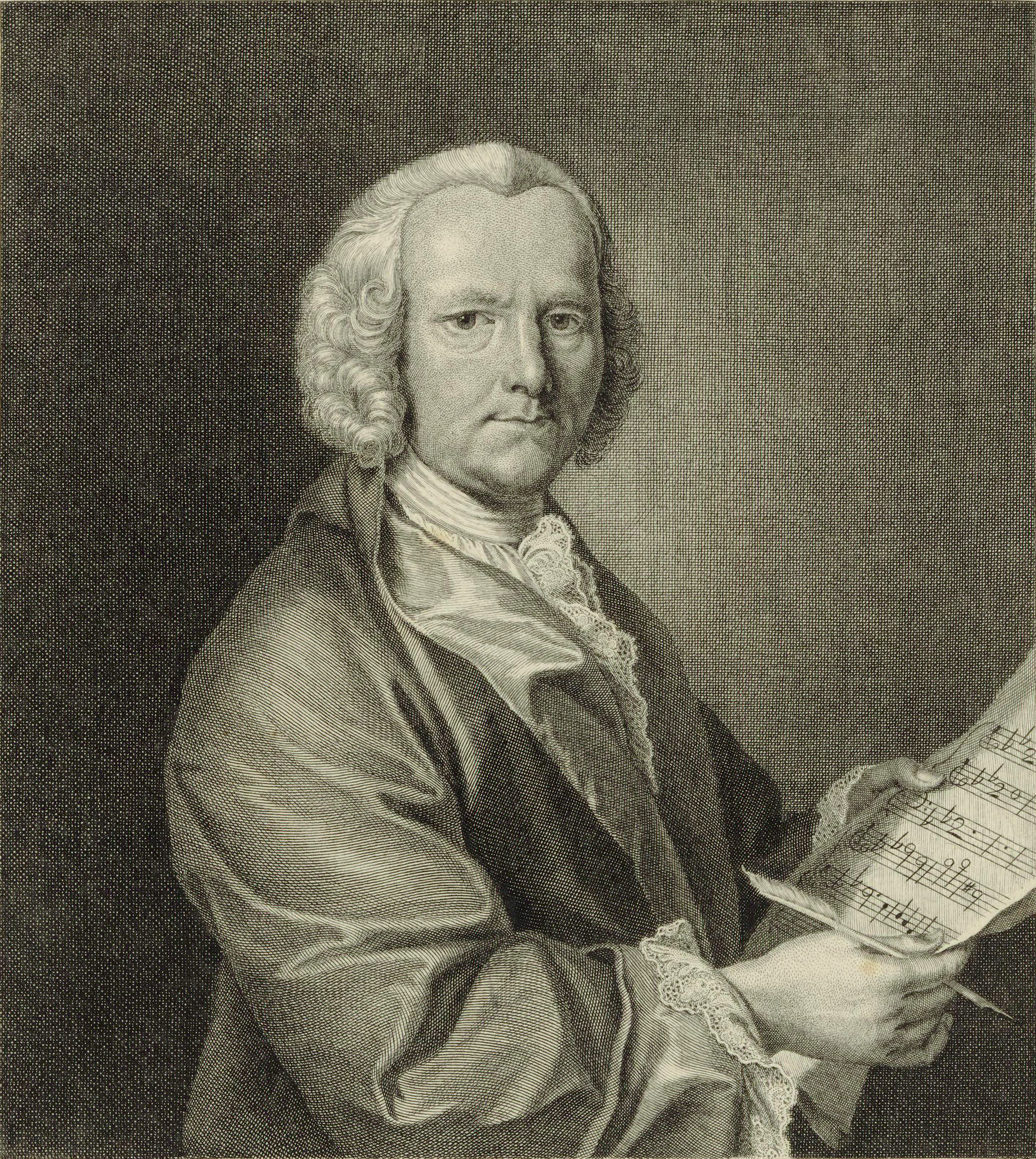
Willem de Fesch.

Willem de Fesch (Alkmaar, 1687 - Londres, 1761) fue un compositor y violinista neerlandés.

## Biografía
Alumno de Karel Rosier (o Noël Charles Rosier), padre de quien luego fuera su esposa, Maria Anna Rosier, y de Alphonse d' Eve. Trabajó en Ámsterdam desde 1710 hasta 1725, cuando pasó a ser director musical de la Catedral de Amberes, cargo que ocupó hasta 1731 . En ese año se trasladó a Londres, donde fue miembro de la orquesta de Georg Friedrich Händel. En 1748 y 1749 se desempeñó como director de orquesta en los Marylebone Gardens.

## Obras
- Op. 1: 6 Sonatas para 2 Violines y 6 Sonatas para 2 Violonchelos (Edición Roger, Ámsterdam, 1715).
- Op. 2: Concerti grossi y otros conciertos instrumentales (Edición Roger, Ámsterdam, 1715).
- Op. 3: Conciertos instrumentales y concerti grossi (Edición Roger, Ámsterdam, 1715).
- Op. 4: 6 Sonatas para Violín y Bajo continuo y 6 Sonatas para 2 Violonchelos (1725).
- Op. 5: Conciertos instrumentales y concerti grossi (Edición Le Cène, Ámsterdam, 1725).
- Op. 6: Sonatas para instrumento solista y bajo continuo (1730).
- Op. 7: Triosonatas, (1733).
- Op. 8: Sonatas, (1736).
- Op. 9: Sonatas para 2 Violines o flautas (Edición Walsh/London 1739).
- Op. 10: Conciertos instrumentales y concerti grossi (Edición Walsh, Londres, 1741).
- Op. 11: Dúos para violines o flautas (1743).
- Op. 12: Sonatas para 2 violines o flautas (1748).
- Op. 13: Sonatas para Violoncello y bajo continuo (1750).
- Oratorios Judith (1733) und Joseph (1745).
- Diversas obras vocales.
- 30 duos par flauta de pico (Editorial XYZ 743 Uitgeverij)